# Kościół św. Jakuba w Myślenicach
Kościół Świętego Jakuba – rzymskokatolicki kościół filialny znajduje się Myślenicach, w województwie małopolskim. Kościół należy do parafii Narodzenia Najświętszej Maryi Panny w Myślenicach.
Budynek został wpisany do rejestru zabytków nieruchomych województwa małopolskiego.

## Historia
W XIII w. po wschodniej stronie wzgórza na Stradomiu, istniała pierwotna osada myślenicka z drewnianym kościołem, potwierdzonym źródłowo w 1325 roku. Kościół ten pod wezwaniem Narodzenia Najświętszej Panny Marii istniał jeszcze w 1480 roku.
Obecny murowany wybudowany został w ostatnich latach XV wieku. W 1655 r. został zniszczony przez Szwedów i dopiero po kilkunastu latach odnowiony. W latach 1800–1810 został przeznaczony na wojskowy magazyn, a następnie wystawiony na licytację z przeznaczeniem do rozbiórki. Mieszczanin Jan Traczowski kupił ten obiekt, gruntownie wyremontował i w 1815 r. przekazał miastu. Nadano mu nowe wezwanie – św. Jakuba Apostoła. W 1886 r. nawę nakryto nowym drewnianym stropem, w 1891 wybudowano dzwonnicę. W 1891 r. według projektu Sławomira Odrzywolskiego dobudowano zakrystię, a po zachodniej stronie kruchtę.

## Architektura
Budynek murowany, orientowany, oszkarpowany, jednonawowy. Prezbiterium węższe od nawy, podwyższone o jeden stopień, ograniczone balustradą, zamknięte trójbocznie.

## Wystrój i wyposażenie
W latach 80 i 90 XIX wieku prawie całe wyposażenie z drewna wykonał artysta, snycerz z Radziszowa Walenty Wisz, według własnego projektu. Podpisy autora występują w wielu miejscach. Na ołtarzu głównym wyryty jest napis: Naśladownictwo zastrzega sobie autor tych ołtarzy W.W.

### Ołtarze
- Ołtarz główny w stylu eklektycznym z przewagą elementów neoromańskich. Nastawa ołtarzowa wsparta jest na cokole, dwukondygnacyjna. W dolnej kondygnacji w centrum występuje obraz Matki Boskiej z Dzieciątkiem autorstwa Jana Jerzyczki[4]  z 1814 r., na zasuwie płaskorzeźba św. Jakuba Młodszego.

Po bokach w półkoliście zamkniętych niszach, między pilastrami widoczne figury św. Pawła i św. Piotra. W zwieńczeniu medalion z Archaniołem Gabrielem otoczony słonecznymi promieniami. Głowice kolumn i pilastrów ozdobione są główkami aniołów, kwiatami, rozetami.
- Z lewej strony nawy znajduje się dwukondygnacyjny ołtarz św. Floriana. Centralnie figura św. Floriana, po bokach z lewej św. Barbara, po prawej św. Szymon. W zwieńczeniu widoczny medalion z płaskorzeźbą św. Marii Magdaleny.
- Z prawej strony nawy znajduje się ołtarz Michała Archanioła. Centralnie płaskorzeźba św. Michała Archanioła, po lewej św. Andrzej Apostoł, po prawej św. Katarzyna Aleksandryjska. W zwieńczeniu medalion z płaskorzeźbą św. Jana Chrzciciela. Wszystkie trzy ołtarze umieszczono w 1886 roku. Rzeźby i snycerka są pozbawione polichromii. W ołtarzu głównym nisze są koloru błękitu pruskiego, kolumny są marmoryzowane czernią. W ołtarzach bocznych występują dekoracyjne uszaki. Gzymsy i trzony kolumn są marmoryzowane w kolorze czerwono ugrowym[5].

### Ambona
W 1895 r. z fundacji Henryki Gumińskiej, Wit Wisz wykonał także eklektyczną ambonę. Kazalnicę podtrzymuje słup w formie pnia drzewa z konarami i korzeniami wchodzącymi w kamienną, trzystopniową podstawę. Między konarami Wisz umieścił rzeźbione symbole ewangelistów: anioła – św.Mateusza, wołu – św. Łukasza, lwa – św. Marka, całego orła – św. Jana.
Na korpusie ambony znajdują się stojące figury czterech ewangelistów. Na zaplecku widoczna płaskorzeźba Chrystusa niosącego krzyż oraz sygnatura „W. Wisz” ozdobiona uszakami. Baldachim w formie związanych liści palmowych, na podniebiu Duch Św. pod postacią gołębicy w promienistej glorii. Na ambonę prowadzą proste schody, ozdobione po bokach ornamentem roślinnym. Balustrada wykonana w formie półkolistych arkad, listwy arkad i gzymsy pomalowane są na kolor czarny. Balustrada ozdobiona jest ażurową snycerką.

### Pozostałe wyposażenie
- Ołtarz główny z obrazem Matki Boskiej z Dzieciątkiem, namalowany przez Jana Jerzyczki na podstawie dawnego zniszczonego;
- laskowanie z maswerkiem, wypełniające okno w południowo-wschodniej ścianie zamknięcia prezbiterium;
- dwie późnobarokowe ławy;
- barokowy krucyfiks z XVII wieku;
- kilka skromnych epitafiów mieszczan myślenickich;
- przy wschodniej ścianie prezbiterium jest umieszczona kapliczka, a w niej znajduje się fresk Głowa Chrystusa pochodzący z XVII wieku;
- drewniany barokowy krucyfiks z XVII wieku;
- po lewej stronie nawy ostrołukowy portal;
- chór muzyczny Wisz wykonał wspólnie z Wojciechem Samkiem (prowadził on Zakład Rzeźby Artystycznej w Bochni od 1885 roku). Widoczne są tu figury 12 świętych, od lewej strony: pośrodku Michał Anioł, oraz Stanisław Biskup męczennik, Wojciech, Jadwiga Śląska, Kinga, Florian, Jan Kanty, Kazimierz, Wincenty Palloti, Stanisław Kostka, Jolanta, Teresa z Avila, Jacek[5].

## Otoczenie
Na początku XIX w. cmentarz z rejonu dzisiejszej (2020) ulicy Orkana przeniesiono w bezpośrednią okolicę kościoła. Około 1845 r. poszerzono go w kierunku zachodnim. Wiele nagrobków zostało odnowionych w ramach corocznych Myślenickich kwest „Dar serca”.
Na tym cmentarzu spoczywają, m.in.:
- grób Wojciecha Mossor – najstarszy grób i pomnik zachowany w tym miejscu z 1849 roku;
- zespół 11 zbiorowych kwater w których spoczywa 194 żołnierzy Armii Czerwonej z 38 Armii 4 Frontu Ukraińskiego;
- Stanisław Majewski[6] ;
- Eugeniusz Uchacz – żołnierz I Brygady Legionów Polskich;
- symboliczny nagrobek Ppłk. Jana Dunina Brzezińskiego;
- Jan Szczęsny Płatkowski;
- Michał Kostrzewski – uczestnik Powstania Listopadowego;
- Władysław Ponurski;
- 7 żołnierzy polskich[6] ;
- Rajmund Bergel;
- Grób Nieznanego Żołnierza z płytą z 1925 r. oraz tablicą ze 120 nazwiskami mieszkańców Myślenic poległych i pomordowanych w latach 1939–1945[2].
- Piotr Pitala – uczestnik powstania styczniowego;
- Emil Schünke – uczestnik powstania styczniowego;
- Jan Schally – uczestnik powstania styczniowego, burmistrz Myślenic w latach 1868 – 1870, 1879 – 1883;
- Edward Klebert – uczestnik powstania styczniowego, burmistrz Myślenic w latach 1912 – 1914[7] ;
- Andrzej Marek – uczestnik powstania styczniowego, burmistrz Myślenic w latach 1874 – 1878.

Na grobie Eugenii Klakurkowej zm. w 1890 r. i jej córeczki Maniulki zm. w 1891 znajduje się płaskorzeźba anioła tulącego dziecko, autorstwa Walentego Wisza.